# Ali Olwan
Ali Olwan (Amán, 26 de marzo de 2000) es un futbolista jordano que juega en la demarcación de delantero para el Selangor FC de la Superliga de Malasia.

## Selección nacional
Tras jugar en las categorías inferiores de la selección, finalmente hizo su debut con la selección absoluta de Jordania el 12 de noviembre de 2020 en un encuentro amistoso contra Irak que finalizó con un resultado de empate a cero.

## Clubes
Actualizado al último partido disputado el 7 de noviembre de 2024.
| Club                | País     | Año       | Partidos | Goles |
| ------------------- | -------- | --------- | -------- | ----- |
| Al Jazira Ammán     | Jordania | 2018-2022 | 16       | 13    |
| Al-Shamal SC        | Catar    | 2022-2024 | 46       | 10    |
| Al-Khor SC (cedido) | Catar    | 2024      | 6        | 4     |
| Selangor FC         | Malasia  | 2024-     | 9        | 2     |